# Manuel José Macário do Nascimento Clemente
Manuel José Macário do Nascimento Clemente (viết gọn Manuel Clemente; sinh 1948) là một Hồng y người Bồ Đào Nha của Giáo hội Công giáo Rôma. Ông hiện đảm nhiệm vị trí Thượng phụ Tòa Thượng Phụ Lisbon với danh hiệu Manuel III và Chủ tịch Hội đồng Giám mục Bồ Đào Nha. Ngoài ra, ông còn là một nhà văn với nhiều tác phẩm đã xuất bản và đã nhận rất nhiều huân chương khác nhau.

## Thân thế và tu học
Thượng phụ Manuel III sinh ngày 16 tháng 7 năm 1948 tại Torres Vedras, thuộc Tòa Thượng phụ Lisbon, Bồ Đào Nha. Ông là con thứ ba trong bốn đứa con của ông Francisco Clemente, một người có thái độ phản đối công nghiệp hóa và bà và Maria Sofia, một nhà hoạt động Công giáo.
Sau khi hoàn thành các chương trình trung học, ông vào học tại Khoa Thư tín Lisbon, nơi ông đã có bằng đại học về Lịch sử. Vào năm 1979, ông đậu bằng cử nhân thần học tại Đại học Công giáo Bồ Đào Nha. Từ năm 1975, ông dạy lịch sử Giáo hội tại Đại học Công giáo Bồ Đào Nha.

## Linh mục
Sau quá trình tu học, ngày 29 tháng 6 năm 1979, ông chịu chức linh mục cho Tòa Thượng Phụ Lisbon [Lisboa]. Linh mục Clemente nhận bằng tiến sĩ về thần học lịch sử năm 1992 với luận án "Nas origens do apostolado contemporãneo em Portugal" Sociedade Católica "(1843-1853)".
Trong khoảng thời gian làm linh mục, ông từng đảm trách nhiệm vụ linh mực phó các giáo xứ Torres Vedras và Runa trong năm 1980. Sau đó, vị linh mục trẻ được điều chuyển về Đại Chủng viện Giáo phận Olivais, làm thành viên của ban giảng huấn chủng viện trong chín năm, từ 1980 đến 1989. Sau quá trình tham gia giáo dục chủng sinh, năm 1989, linh mục Clemente được chọn làm Phó Giám đốc Đại Chủng viện Olivais, và ông đã giữ nhiệm vụ này đến năm 1997 thì được chọn làm Giám đốc Đại chủng viện. Ngoài các công việc giảng dạy tại chủng viện, ông còn là thành viên của nhóm phụ trách Tòa thượng phụ Lisbon từ năm 1989 và điều phối viên của Hội đồng trợ tá Tòa Thượng phụ Lisbon từ năm 1996.

## Giám mục

### Phụ tá Lisbon
Ngày 6 tháng 11 năm 1999, Tòa Thánh loan tin chọn linh mục Clemente làm Giám mục Hiệu tòa Pinhel, Phụ tá Tòa Thượng phụ Lisbon. Lễ tấn phong cho ngày 22 tháng 1 năm 2000, bởi chủ phong là Thượng phụ Lisbon José da Cruz Policarpo và hai giám mục phụ phong gồm Manuel Franco da Costa de Oliveira Falcão, Nguyên giám mục chính tòa Giáo phận Beja và Albino Mamede Cleto, Giám mục Phó Giáo phận Coimbra. Tân giám mục chọn cho mình khẩu hiệu:In lumine tuo.
Trong thời gian này, ông còn đảm trách chức vị Giám đốc Trung tâm Nghiên cứu Lịch sử Tôn giáo của Đại học Công giáo Bồ Đào Nha từ năm 2001 đến năm 2007.

### Giám mục Porto
Ngày 22 tháng 2 năm 2007, Tòa Thánh thuyên chuyển Giám mục Clemente làm Giám mục chính tòa Giáo phận Porto. Ông nhận giáo phận 25 tháng 3 cùng năm. Dù chưa là Hồng y, nhưng ông đã được nhận phẩm phục đỏ của hồng y gồm mũ biretta và đai lưng đỏ. Cùng năm, ông cũng nhận Giải thưởng Prémio Pessoa, là một giải thưởng của Bồ Đào Nha được thành lập vào năm 1987 bởi tờ Expresso và được tài trợ bởi Caixa Geral de Depósitos. Hàng năm được cấp cho người hoặc người có quốc tịch Bồ Đào Nha, người trong thời gian đó và sau những hoạt động trước đó, là tâm điểm trong đời sống khoa học, nghệ thuật hay văn chương. Năm 2010, ông được Tổng thống Brazil, Aníbal Cavaco Silva, trao tặng Huân chương Grand Cross Order of Christ. Ông còn được trao tặng Huân chương danh dự của Thành phố [Lisbon] vào ngày 25 tháng 4 năm 2011.
Trong Hội đồng Giám mục, ông đã phục vụ với tư cách là Chủ tịch Ủy ban Văn hoá, Tài sản Văn hoá và Truyền thông Xã hội. Ông là tác giả của nhiều xuất bản phẩm và từ năm 2012 ông đã là thành viên của Hội đồng Giáo hoàng về Truyền thông Xã hội. Từ năm 2011, ông là Phó Chủ tịch Hội đồng Giám mục Bồ Đào Nha trước khi được chọn làm Chủ tịch hội đồng này của ngày 19 tháng 6 năm 2013.

## Thượng phụ, thăng Hồng y
Ngày 18 tháng 5 năm 2013, ông được chọn làm Thượng phụ Lisbon tiếp theo. Ông chính thức nhận nhiệm vụ này vào ngày 6 tháng 7. Vào tháng 12 năm 2013, ông đã nhận được huân chương Pro Piis Meritis của Bộ Quốc phòng và Quân đội Malta. Là một nhà văn giàu cảm hứng, ông đã xuất bản rất nhiều tác phẩm, sách và bài viết, trong thần học, lịch sử và mục vụ.
Theo truyền thống lâu đời từ thời Giáo hoàng Clement XII từ ngày 17 tháng 2 năm 1737, với tông thư Inter Praecipuas Apostolici Ministerii, Tòa Thánh đã thỏa thuận việc nâng Tân Thượng phụ Lisbon lập tức lên tước vị Hồng y trong Công nghị Hồng y được tổ chức gần nhất. Tuy nhiên, Thượng Phụ Manuel đã không được Giáo hoàng Phanxicô vinh thăng theo thông lệ lâu đời này.
Trong Công nghị Hồng y 2015 cử hành ngày 14 tháng 2, Giáo hoàng Phanxicô vinh thăng Thượng phụ Clemente [Manuel III] tước vị Hồng y của Giáo hội Công giáo với tước vị nhà thờ Sant’Antonio in Campo Marzio. Bốn tháng sau đó, ông đã đến nhận nhà thờ hiệu tòa của mình.

## Huy chương
- Huy chương Thập tự Lớn của Dòng Chúa Giê-su (Grand-Cross of the Order of Christ) (ngày 30 tháng 8 năm 2010)[7]
- Huy chương thập tự Lớn pro merito Melitensi; (Grand-Cross of the pro merito Melitensi) (ngày 12 tháng 12 năm 2012)
- Huy chương Danh dự, Marco de Canaveses (ngày 15 tháng 10 năm 2010) [8]
- Huy chương Danh dự, Valongo (ngày 14 tháng 1 năm 2011) [9]
- Huy chương Danh dự và Công dân Thành phố Porto, Porto (ngày 25 tháng 4 năm 2011) [10]
- Huy chương Vàng Danh dự, Gondomar (ngày 27 tháng 1 năm 2012) [11]
- Chìa khóa Danh dự, Melres (ngày 24 tháng 2 năm 2012)
- Huy chương Danh dự và Công dân Danh dự, Vila Nova de Gaia (ngày 24 tháng 4 năm 2013) [12]